# Irresistible (canción de Wisin & Yandel)
«Irresistible» es una canción interpretada por el dúo de reguetón Wisin & Yandel. La canción es parte de la banda sonora de la película Step Up 3D. Fue lanzado para su descarga digital el 27 de julio de 2010. La canción fue presentada en los Premios Juventud 2010 el 15 de julio, después de eso, Wisin & Yandel realizó la versión remix de "Loco", junto con Jowell & Randy, entre ellos un coreografía de los bailarines de Step Up 3D bailando detrás de ellos.

## Video musical
Un video musical fue filmado en Los Ángeles, fue dirigido por el director de videos musicales Jessy Terrero, que ha dirigido la mayor parte de los videos de Wisin & Yandel.
El video musical comienza cuando Wisin & Yandel están cantando en la parte superior de un edificio, mientras los bailarines bailan en el interior mostrando sus mejores pasos de baile, el video tiene lugar en relación con la película, por lo que los bailarines que aparecen en la película, aparecen también en el video.

## Posición en listas
Esta canción debutó en la posición 36 en el Billboard Latin Pop Songs y en la posición 45 en el Latin Songs.
| Lista (2010)          | Posición máxima |
| --------------------- | --------------- |
| EE.UU Latin Songs     | 1               |
| EE.UU Latin Pop Songs | 1               |

El video musical se estrenó el 15 de julio de 2010 a través de canales de videos musicales.